# Doãn Úy Dân
Doãn Úy Dân (sinh tháng 1 năm 1953) là chính khách nước Cộng hòa Nhân dân Trung Hoa. Ông từng giữ chức vụ Bộ trưởng Bộ Nguồn nhân lực và An sinh xã hội và Phó Trưởng ban Tổ chức Trung ương Đảng Cộng sản Trung Quốc.

## Tiểu sử
Doãn Úy Dân là người huyện Linh Thọ, tỉnh Hà Bắc. Năm 1973, ông gia nhập Đảng Cộng sản Trung Quốc. Ông đạt được một bằng thạc sĩ kinh tế học từ Đại học Cát Lâm. Sau khi phục vụ ở Ban Tổ chức Trung ương Đảng Cộng sản Trung Quốc trong nhiều năm, tháng 11 năm 2000, Doãn Úy Dân được bổ nhiệm làm Thứ trưởng Bộ Nhân sự. Tháng 3 năm 2005, ông được thăng chức làm Phó Bí thư Ban Cán sự Đảng Bộ Nhân sự kiêm Thứ trưởng Bộ Nhân sự. Ngày 30 tháng 8 năm 2007, ông được bổ nhiệm làm Bộ trưởng Bộ Nhân sự.
Tháng 3 năm 2008, theo kế hoạch cải cách hành chính của Quốc vụ viện, Bộ Nhân sự và Bộ Lao động và An sinh xã hội sáp nhập để tạo thành Bộ Nguồn nhân lực và An sinh xã hội. Ngày 17 tháng 3 năm 2008, Doãn Úy Dân được bổ nhiệm làm Bộ trưởng đầu tiên của Bộ mới. Ngày 19 tháng 3 năm 2008, ông cũng được bổ nhiệm làm Bí thư Ban Cán sự Đảng Bộ Nguồn nhân lực và An sinh xã hội kiêm Cục trưởng Cục Công chức Nhà nước mới được thành lập. Ông cũng kiêm nhiệm chức vụ Phó Trưởng ban Tổ chức Trung ương Đảng Cộng sản Trung Quốc.
Ông là Ủy viên Ủy ban Trung ương Đảng Cộng sản khóa XVII (2007 - 2012) và khóa XVIII (2012 - 2017).